# Conclave del 1303
Il conclave del 1303 venne convocato a seguito della morte del papa Bonifacio VIII e si tenne nel Palazzo Apostolico Vaticano.
Si concluse con l'elezione di Nicola Boccassini, vescovo di Ostia e Velletri, che assunse il nome di Benedetto XI.

## Svolgimento del conclave
Carlo II di Napoli, che  controllava Roma militarmente, fece rinchiudere i cardinali elettori nella Basilica di San Giovanni in Laterano il giorno dopo dei funerali di Bonifacio VIII. L'oltraggio e la cattura di Bonifacio VIII da parte di armati  francesi e della famiglia Colonna fecero in modo che nessun cardinale pensasse di eleggere un nuovo papa ostile a Filippo IV di Francia.
Nicola Boccasini, frate domenicano, fu eletto all'unanimità al primo scrutinio e scelse il nome di Benedetto XI. La sua scelta della numerazione indica che considerava l'antipapa Benedetto X come papa legittimo.
Boccasini era sì italiano, ma non romano, e perciò fu considerato neutrale nelle dispute tra le famiglie romane e nelle rivalità internazionali tra Carlo II e Filippo IV. Benedetto XI si rifiutò di scomunicare sia Filippo IV che la famiglia Colonna, ma allo stesso tempo si rifiutò di ritornare ai Colonna le proprietà che le erano state confiscate da Bonifacio VIII.

## Lista dei cardinali presenti all'elezione
| Nome                                   | Paese                | Titolo | Ruolo | Nascita  | Concistoro |
| -------------------------------------- | -------------------- | --- | --- | -------- | ---------- |
| Giovanni Boccamazza                    | Stato Pontificio     | Cardinale vescovo di Frascati                                                                               | Decano del Collegio cardinalizio; Arcivescovo metropolita di Monreale; Legato pontificio emerito in Germania, Scandinavia, Boemia, Polonia | 1250 ca. | 22/12/1285 |
| Pedro Rodríguez                        | Regno di Castiglia   | Cardinale vescovo di Sabina                                                                                 | Vescovo emerito di Burgos | 1240 ca. | 15/12/1302 |
| Giovanni da Morrovalle, O. Min.        | Stato Pontificio     | Cardinale vescovo di Porto e Santa Rufina                                                                   | Ministro generale dell'Ordine francescano                                                                                                  | 1250     | 15/12/1302 |
| Niccolò Boccasini, O.P.                | Treviso              | Cardinale vescovo di Ostia e di Velletri                                                                    | Procuratore Generale dell'Ordine Domenicano; Legato pontificio in Ungheria, Cumania, Boemia, Polonia; eletto papa                          | 1240     | 04/12/1298 |
| Teodorico Ranieri                      | Stato Pontificio     | Cardinale vescovo di Palestrina                                                                             | Camerlengo di Santa Romana Chiesa; Capitano generale della Provincia del Patrimonio; Arcivescovo emerito di Pisa                           | 1235 ca. | 04/12/1298 |
| Jean Le Moine, O.S.B.                  | Regno di Francia     | Cardinale presbitero dei Santi Marcellino e Pietro                                                          | Vescovo emerito di Arras | 1245 ca. | 18/09/1294 |
| Luca Fieschi                           | Repubblica di Genova | Cardinale diacono di Santa Maria in Via Lata                                                                | Amministratore del titolo di San Marcello                                                                                                  | 1270     | 02/03/1300 |
| Francesco Caetani, O.F.M.              | Stato Pontificio     | Cardinale diacono di Santa Maria in Cosmedin                                                                | Auditore della Sacra Romana Rota; Camerario di Santa Romana Chiesa; Arcidiacono di Richmond; Cappellano papale                             | 1256     | 17/12/1295 |
| Robert de Pontigny, O. Cist.           | Regno di Francia     | Cardinale presbitero di Santa Pudenziana                                                                    | Abate generale dell'Ordine Cistercense; Camerlengo del Sacro Collegio                                                                      |          | 18/09/1294 |
| Gentile Portino da Montefiore, O. Min. | Regno di Napoli      | Cardinale presbitero dei Santi Silvestro e Martino ai Monti                                                 | Penitenziere Maggiore | 1245 ca. | 02/03/1300 |
| Leonardo Patrasso, O.F.M.              | Stato Pontificio     | Cardinale vescovo di Albano                                                                                 | Arcivescovo emerito di Capua | 1230     | 02/03/1300 |
| Francesco Napoleone Orsini             | Stato Pontificio     | Cardinale diacono di Santa Lucia in Silice                                                                  | Arciprete della Basilica Liberiana | 1235 ca. | 17/12/1295 |
| Jacopo Caetani degli Stefaneschi       | Stato Pontificio     | Cardinale diacono di San Giorgio in Velabro e di Santa Maria Nuova                                          | Legato pontificio in Romagna; Tesoriere generale di Santa Romana Chiesa; nipote di Bonifacio VIII.                                         | 1265 ca. | 17/12/1295 |
| Guglielmo Longhi                       | Bergamo              | Cardinale diacono di San Nicola in Carcere                                                                  | Confessore di Sua Santità; Cancelliere di Carlo II di Sicilia                                                                              | 1242 ca. | 18/09/1294 |
| Matteo Rubeo Orsini                    | Stato Pontificio     | Cardinale diacono di Santa Maria in Portico Octaviae e presbitero in commendam di Santa Maria in Trastevere | Cardinale protodiacono; arciprete della Basilica Vaticana                                                                                  | 1230 ca. | 22/05/1262 |
| Riccardo Petroni                       | Repubblica di Siena  | Cardinale diacono di Sant'Eustachio e di Santa Maria Nuova                                                  | Vice-cancelliere emerito di Santa Romana Chiesa                                                                                            | 1250 ca. | 17/12/1295 |
| Napoleone Orsini                       | Stato Pontificio     | Cardinale diacono di Sant'Adriano al Foro                                                                   | Legato Pontificio a Spoleto e Ancona; Cappellano papale; Auditore della Sacra Rota Romana                                                  | 1260 ca. | 16/05/1288 |
| Landolfo Brancaccio                    | Regno di Napoli      | Cardinale diacono di Sant'Angelo in Pescheria                                                               | Legato pontificio emerito nel Regno d'Inghilterra e a Napoli                                                                               |          | 18/09/1294 |

## Assenti in conclave
I due cardinali Giacomo e Pietro Colonna, erano stati deposti da papa Bonifacio VIII e quindi non presero parte al conclave.
| Nome            | Paese            | Titolo                                       | Ruolo                            | Nascita  | Concistoro |
| --------------- | ---------------- | -------------------------------------------- | -------------------------------- | -------- | ---------- |
| Giacomo Colonna | Stato Pontificio | Cardinale diacono di Santa Maria in Via Lata | Vicario generale di Roma emerito | 1250 ca. | 12/03/1278 |
| Pietro Colonna  | Stato Pontificio | Cardinale diacono di Sant'Eustachio          |                                  | 1260     | 12/03/1278 |